# Boris Alterman
Boris Alterman [en ucraniano: Борис Альтерман], (Járkov, 4 de mayo de 1970, entonces RSS de Ucrania), es un jugador de ajedrez israelí de origen ucraniano, que tiene el título de Gran Maestro desde 1992. En 2010 la Federación Internacional de Ajedrez (FIDE) le reconoció como FIDE Senior Trainer, el máximo título de entrenador internacional de ajedrez; Alterman es también asesor del programa de ajedrez júnior.
En la lista de Elo de la FIDE de diciembre de 2014, tenía un Elo de 2587 puntos, lo que le convertía en el jugador número 8 (en activo) de Israel. Su máximo Elo fue de 2616 puntos, en la lista de enero de 1999 (posición 54 en el ranking mundial).

## Biografía y resultados destacados en competición
Alterman comenzó a jugar con siete años de edad. En 1985, a los 15 años, ganó el Campeonato de Ucrania Sub-18 y dos años después participó en el Campeonato Júnior de la Unión Soviética, el campeonato juvenil más fuerte en la historia del ajedrez, donde empató en la primera posición con Gata Kamsky. Obtuvo el título de Maestro Internacional en 1991, y el de Gran Maestro en 1992. Ha ganado los torneos (tanto abiertos como de Grandes Maestros) de Haifa (1993), Bad Homburg (1996), Rishon LeZion (1996), Beijing (1995 y 1997), y Múnich (1992). En diciembre de 1997 participó, en Groningen, en el torneo que determinaría el candidato al título mundial dentro del ciclo por el Campeonato Mundial de la FIDE de 1998. Allí venció Peter Wells en la primera ronda de encuentros eliminatorios (1½-½), pero fue eliminado en segunda ronda por Kiril Gueorguiev (2½-1½). En 1999, jugó como segundo de Kasparov en la partida Kasparov contra el Mundo.
Juega para el club de ajedrez Rishon LeZion. Realiza vídeos de enseñanza del ajedrez en el sitio web Internet Chess Club, donde ha publicado una serie de artículos llamada "Gambit Guide", que cubre aperturas como el Gambito Danés, la Defensa Petrov, el Gambito Evans, el Gambito  Budapest o el Ataque Fried Liver.